# Palackého stezka
Palackého stezka je turistická trasa klikatící se z Jizerských hor do Českého ráje podél toku řeky Kamenice. Vede po jejím levém břehu řeky s červeným (trasa KČT 0341) a poté modrým značením (trasa KČT 1665) až do Tanvaldu. 
Byla založena roku 1912 Klubem českých turistů. 
Úsek od Rusalky u mostu v Návarov po soutok Kamenice a Černého potoka byl v letech 2021 až 2022 rekonstruován, v rámci stavebních úprav na něm byly nainstalovány nové mosty a schodiště.

## Související stezky
Ve Spálově navazuje Palackého stezka na Riegrovu i Kamenického stezku.